# West-Romeinse Rijk
Het West-Romeinse rijk (in het Latijn Imperium Romanum Pars Occidentalis) ontstond in 285, het jaar van de administratieve verdeling van het Romeinse rijk in een oost- en westdeel. Sindsdien was de hoofdstad van het westelijke rijk niet langer Rome, maar achtereenvolgens Milaan (286-402) en Ravenna (402-476). Terwijl het oosten tot 1453 een keizerrijk zou blijven, werd de laatste West-Romeinse keizer al in 476 afgezet, ook al zou zijn Oost-Romeinse collega in naam nog een tijd lang zijn functie overnemen.

## Oorsprong
In 285 besloot keizer Diocletianus het Romeinse rijk op te delen in een westelijk en oostelijk deel (Oost-Romeinse rijk, later na de Heracliden ook bekend als het Griekstalige Byzantijnse rijk). Hij was tot het inzicht gekomen dat het Rijk wegens steeds terugkerende problemen op  bestuurlijk en economisch gebied en een haperende grensbewaking (welke problemen bekend staat als de crisis van de derde eeuw) te groot geworden was om als één geheel door één keizer bestuurd te worden. 
De grens werd getrokken tussen het Latijn sprekende Westen en het welvarender Grieks sprekende Oosten.
Tot begin 5e eeuw bleef het westelijke rijk min of meer intact. Verschillende keren werden de twee 'Romeinse Rijken' nog verenigd onder een enkele keizer, na de nodige burgeroorlogen tussen de troonpretendenten. Met name onder Constantijn, die Constantinopel stichtte dat de hoofdstad van het oostelijke deel werd, en Julianus Apostata kreeg het herenigde rijk iets van zijn vroegere glans terug. Maar de verschillen in cultuur en economie tussen de twee rijken werden niettemin steeds groter.
Het westelijke rijk was duidelijk de mindere van het oostelijke deel wat betreft defensie, economie en stabiliteit. De belangrijkste oorzaken waren de geringere bevolking, kleinere economie en handel en de nog jonge steden zonder gerijpte bestuurlijke traditie in het Westen buiten Italië. Het dichtbevolkte Oosten kon al op een stedelijke traditie van vele eeuwen bouwen, met het bijbehorende betere bestuur dat ook meer belasting kon opbrengen om een efficiënt leger op de been te houden. Een andere zwakte van het westelijke rijk was dat het aan de lange Rijngrens enkel verdedigd werd door een lineaire defensie, namelijk de Limes. Er waren geen militaire forten om de Romeinse provincies en hun onderdanen te verdedigen wanneer de vijandige volkeren de Rijngrens eenmaal gepasseerd waren.
Theodosius was de laatste keizer die kortstondig over een herenigd keizerrijk regeerde. Na zijn dood in 395 ging het snel bergafwaarts met het westelijke deel.

## Desintegratie

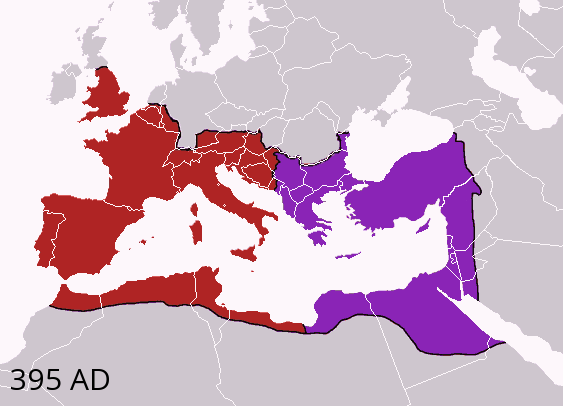
De verdeling van het Rijk na de dood van Theodosius I, ca.395 AD bovenop moderne grenzen.

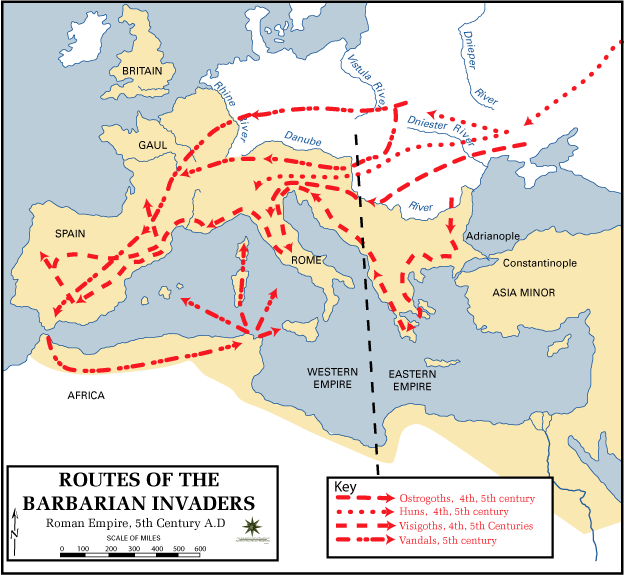
Routes van de Germaanse invasies tijdens de Grote Volksverhuizing

Als belangrijkste oorzaak hiervoor wordt wel gezien het gegeven dat tussen 300 en 400 het West-Romeinse Rijk, door de nood gedwongen, grote aantallen Germanen opnam binnen haar grenzen. Deze Germanen kregen onder de noemer van foederati (bondgenoten) woongebieden toegewezen in de grensstreken. Zo mochten de Franken in 355 zich vestigen in delen van zuidelijk Nederland en Vlaanderen op voorwaarde dat zij mee zouden helpen de grens te verdedigen, wat ze aanvankelijk ook deden. Geleidelijk aan werd het aandeel van de Romeinse 'bondgenoten' in het leger groter en nam daarmee ook hun invloed toe. Naast het leveren van steeds meer Germaanse soldaten aan het Romeinse leger groeide tegelijk ook het aantal officieren van 'barbaarse' afkomst. Bij de ´foederatie´-verdragen mochten de Germanen dikwijls onder hun eigen koningen dienen. Deze Germaanse 'officieren' benutten hun inlijving in het Romeinse leger om snel 'hogerop' te komen. Na een paar generaties bestond het Romeinse leger voor een groot deel uit Germanen en was de legertop zelfs grotendeels Germaans. Aangezien het leger en de legeraanvoerders al sinds de hervormingen van Marius de werkelijke macht in het Romeinse Rijk hadden (de Romeinse keizers waren bijna altijd Romeinse generaals die een geslaagde greep naar de troon deden) verschoof de macht de facto naar de Germaanse generaals. De ware macht was dus in handen van de Germaanse legerleiding en de elkaar snel opvolgende keizers werden al gauw -terecht- als niet meer dan stromannen gezien. De keizer moest uit traditie en praktische overwegingen echter wel een Romein van geboorte zijn omdat een 'buitenlandse' keizer minder geaccepteerd zou worden door de Romeinse onderdanen, dan wel dat dit voor andere invloedrijke Germanen in het westen een aanleiding zou kunnen zijn om zich zelf met het purper te bekleden. Bovendien speelde op de achtergrond altijd nog de belangen van het oostelijke rijksdeel mee.
Een van de belangrijkere oorzaken dat de 'barbaren' zo gemakkelijk de grens konden oversteken, was dat de grenstroepen vaak betrokken werden in de onderlinge oorlogen van de keizerlijke troonpretendenten. Binnen het rijk werd dikwijls meer strijd geleverd tussen Romeinse legers onderling dan aan de grenzen met binnenvallende legers. Zo werden eind 406 de keizerlijke grenstroepen, inmiddels overwegend Germaans van samenstelling, grotendeels van de Rijn teruggetrokken door de magister militum Stilicho om ingezet te worden voor de strijd tegen enerzijds binnenvallende Germanen en anderzijds een nieuw opgestane concurrent van de zittende keizer. In 407 werd het leger ook definitief teruggetrokken uit Britannia om Gallië en Italië te verdedigen tegen weer andere indringers en binnenlandse usurpators. Hiermee werd het Vandalen, Suevi, Bourgondiërs en Alanen erg gemakkelijk gemaakt Gallia binnen te dringen. Ook hun werd een 'bondgenootschap' aangeboden, maar ze begonnen zich al snel vrij onafhankelijk op te stellen. Ze stichtten op Romeins grondgebied hun eigen koninkrijkjes waar de Romeinse overheid niets meer in te brengen had. Het gebied waar de Romeinse keizer nog wat te zeggen had slonk ieder jaar, totdat op een gegeven moment alleen Italia nog over was. Hier stopte dit aftakelingsproces echter nog lang niet.
In 410 bestormden Alarik I en zijn Visigoten Rome en plunderden de stad. Honger en wanhoop in Rome waren het gevolg en een schok voer door de Romeinse wereld toen Rome, hoewel al lang geen hoofdstad meer, door de "barbaren" geplunderd werd. Dit was sinds 390 v.Chr. tijdens de plundering van Rome door de Kelten onder leiding van Brennus niet meer voorgekomen. Rond 450 ontstond er een nog grotere dreiging, die van het Hunnenrijk van Attila. Deze trachtte eerst in het oostelijke rijk voet aan de grond te krijgen, maar drong uiteindelijk Gallia binnen, vergezeld van een aantal van zijn Germaanse bondgenoten. De Romeinen wisten -met hun Germaanse bondgenoten- het gevaar op het nippertje te keren (451), maar al snel verzonk het keizerlijk gezag in een politieke crisis die niet meer te stuiten was.
Uiteindelijk ging vrijwel het gehele rijk in Germaanse handen over:
- Hispania aan de Visigoten (ook wel West-Goten genoemd)
- Gallia aan de Franken en Bourgondiërs
- Africa aan de Vandalen
- Britannia werd inmiddels bezet door Angelen, Friezen, Juten en Saksen uit Nederland , Noord-Duitsland en Denemarken.
- Italië werd ten slotte bezet door de Ostrogoten (ook wel Oost-Goten genoemd).

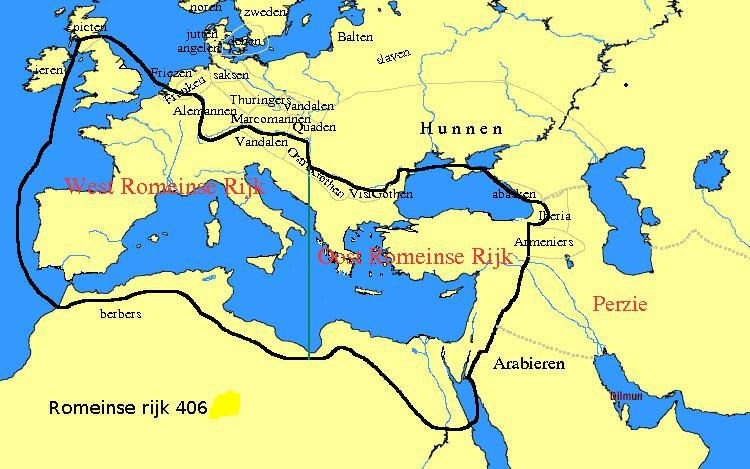
Het Romeinse Rijk in 406. Dit was de situatie aan de vooravond van de invallen der Germanen. Binnen 70 jaar zou het West-Romeinse Rijk als politieke eenheid verdwenen zijn.

Aanvankelijk beschouwden de leiders van de Germaanse invallers zich als 'gouverneurs' van de keizer en 'verdedigers' van de Romeinse bewoners in hun gebieden die formeel onder de West-Romeinse keizer en de Oost-Romeinse keizer van Constantinopel stonden. In de praktijk waren het onafhankelijke koninkrijken die het begin markeerden van de latere West-Europese staten.
In 476 verdween ook de titel van West-Romeinse keizer toen de Germaanse legerleider Odoaker de laatste West-Romeinse keizer Romulus Augustus in Ravenna afzette.
Odoaker had de optie om weer een nieuwe marionet als 'keizer' te installeren of zich rechtstreeks 'onder het bewind' van de nog altijd machtige Oost-Romeinse keizer Zeno van Byzantium te plaatsen. Keizer Zeno liet aan Odoaker de keus. Deze koos voor het laatste, stuurde de keizerlijke insignes en attributen naar Constantinopel terug en noemde zichzelf voortaan koning van Italië terwijl hij voor de Oost-Romeinen hun 'gouverneur' en 'plaatselijke bevelhebber' was. Toen Odoaker zich niet meer aan de afspraken hield stuurde Zeno Theodorik de Grote en zijn Oost-Goten in 488 naar Italië waar ze in 493 met Odoaker afrekenden.
In het gebied rond Lutetia (tegenwoordig bekend als Parijs) hield een 'Romeinse generaal' (Syagrius) het nog wat langer uit. Pas in 486 besloten de Franken -na 130 jaar bondgenootschap- onder koning Clovis dat het nu wel welletjes was en veroverden het laatste stukje Romeinse Rijk in West-Europa.

## Voortzetting van Romeinse instellingen en cultuur
De bezetting van het vroegere West-Romeinse Rijk betekende geen absolute breuk met het verleden. Wellicht merkte de bevolking, als ze niet in de buurt van of in een stad woonde die de belangstelling van op buit beluste 'barbaren' opwekte of in afgelegen streken woonde zonder rijke villa's, wel helemaal niets van een 'Val van het Romeinse Rijk'. De Germanen maakten van de al bestaande bestuursstructuren gebruik om zo veel mogelijk controle over de opbrengsten van hun nieuwe gebieden te krijgen. De nieuwe machthebbers namen veel Romeinse instellingen gewoon over, omdat de Germaanse veroveraars in aantal maar een kleine bovenlaag vormden over de grote meerderheid van de autochtone Romeinse of geromaniseerde onderdanen.  
Dit blijkt ook uit het feit dat de Germaanse veroveraars uiteindelijk de Latijnse taal van hun onderdanen overnamen. Dat proces heeft overigens bijzonder lang geduurd. De Franken spraken onder Karel de Grote (ca. 800) nog steeds Frankisch. Tegenwoordig worden op het voormalig grondgebied van het West-Romeinse Rijk grotendeels nog steeds Romaanse talen gesproken. Uitzonderingen zijn Groot-Brittannië, zuidelijk Nederland, Vlaanderen, Luxemburg, delen van Elzas-Lotharingen, een stukje Duitsland (Baden) en delen van Zwitserland en Oostenrijk. Het geromaniseerde Noord-Afrika werd later gearabiseerd nadat het Arabische Rijk dit gebied veroverde, al wordt er ook nog Berbers gesproken, de oorspronkelijke plaatselijke Noord-Afrikaanse taal. Deze taal heeft zowel de Romanisatie als de Arabisatie overleefd.

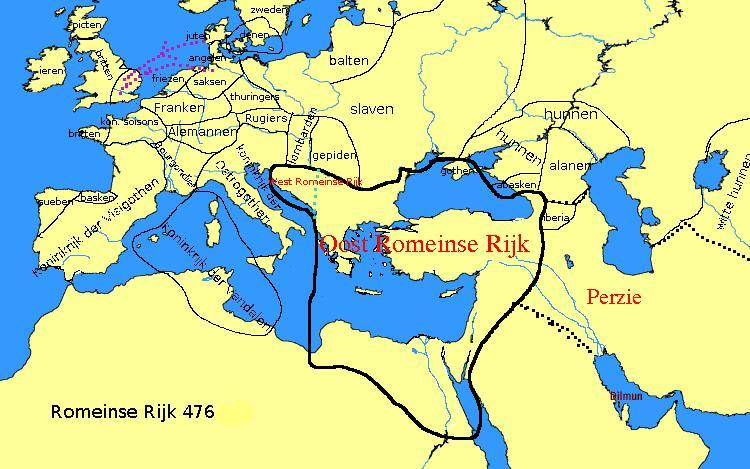
Het Romeinse Rijk in 476.
Terwijl het Oost-Romeinse Rijk tamelijk ongeschonden de volksverhuizing is doorgekomen is het West-Romeinse Rijk praktisch verdwenen. Alleen in Dalmatia weet het Rijk zich nog tot 480 staande te houden, waarna dit eveneens bezet wordt door de 'barbaren'. Het voormalige grondgebied werd ingenomen door Germaanse stammen, die in theorie wel de Oost-Romeinse keizer erkennen als opperheer, maar in de praktijk hun eigen gang gaan.

Het belangrijkste element dat overgenomen werd door de nieuwe Germaanse koninkrijken was het christelijke geloof en het bijbehorende kerkelijke instituut. De meeste stammen waren al tot het christendom overgegaan in de eeuw voordat ze het rijk binnenvielen. Dat was het gevolg van de missioneringsdrang van zendelingen die naar de 'barbaarse' gebieden van Europa waren getrokken. De bekendste was Wulfilas die voor de Goten de Bijbel in het Gotisch vertaalde. Aanvankelijk waren -met uitzondering van de heidense Franken- de nieuwe heersers ariaanse christenen, maar geleidelijk bekeerden ze zich allemaal tot het katholicisme. Het laatst de Visigoten in de 6e eeuw (589). De katholieke kerk had intussen bijna alle charitatieve instellingen, cultuur, onderwijs en bestuursvormen overgenomen van het vroegere Romeinse Rijk toen het wereldlijke bestuur daarvan steeds meer in verval raakte; dit verval ging gewoon door onder de nieuwe machthebbers. De conclusie kan dan ook getrokken worden dat ondanks het verdwijnen van de militaire en politieke macht van de Romeinen, tradities als hun Grieks-Romeinse cultuur, christelijke religie, bestuursstructuur en wetten grotendeels werden voortgezet in West-Europa en samen met Germaanse cultuurelementen de basis vormden van de huidige westerse beschaving.

## Het Frankische Rijk van Karel de Grote als opvolger van het Imperium Romanum
Soms wordt er weleens beweerd dat het grondgebied van het Westen vanaf 476 formeel onder de Oost-Romeinse keizers viel. Odoaker had immers de keizer in Constantinopel erkend als 'zijn opperheer' en ook de andere Germaanse koningen erkenden deze als de enig wettige keizer boven hen. Waarschijnlijk was deze welhaast universele erkenning van de Oost-Romeinse keizer als opperste heerser ingegeven doordat hij in het verre Constantinopel toch geen werkelijke invloed kon uitoefenen op het handelen van de nieuwe Germaanse koninkrijken in het westen. Maar het gaf wel een legitiem tintje aan de positie van de Germaanse koningen wat in die tijd vooral symbolische waarde had voor hun Romeinse onderdanen. In 800 kwam een einde aan dit 'herenigde Romeinse Rijk', toen Karel de Grote na een 'onderbreking' van 324 jaar door de paus tot nieuwe 'keizer van het West-Romeinse Rijk' gekroond werd. Door Constantinopel met tegenzin erkend, werd het West-Romeinse Rijk theoretisch weer 'voortgezet' als het middeleeuwse Heilige Roomse Rijk.

## Verdere geschiedenis van het Oost-Romeinse Rijk
Overigens bleef het Oost-Romeinse Rijk gewoon voortbestaan als een van de belangrijkste politieke en militaire machten van de Europese Middeleeuwen in de vorm van het Byzantijnse Rijk tot 1453. Vanaf ongeveer de 7e eeuw onder de Heracliden was van de oorspronkelijk Romeins-Latijnse oorsprong niet veel meer over en was de cultuur helemaal Grieks. Het rijk beleefde naast tijden van neergang nog verscheidene periodes van grote bloei en drukte een groot stempel op de cultuur van Oost-Europa en het latere Rusland. Veel instellingen van dit rijk werden overgenomen door de van oorsprong nomadische Arabieren die vanaf de 7e eeuw het Byzantijnse Midden-Oosten en Noord-Afrika veroverden en het eerste Islamitische Arabische Rijk vormden. Dit was om dezelfde redenen als waarom de Germanen de gebruiken van het West-Romeinse Rijk overnamen.